# Ковсуг
Ковсуг (Койсуг, від крим. qoy — вівця та крим. suv — річка, вода) — річка в Україні, ліва притока річки Євсуг.

## Опис
Басейн Сіверського Дінця. Довжина 54 км. Площа водозбірного басейну 410 км². Похил 2 м/км. Долина трапецієподібна. Заплава заболочена. Річище помірно звивисте, замулене. Використовується на зрошення. Споруджено водосховище і ставки.
Річка Ковсуг бере початок біля с. Верхньобогданівка. Тече по території Станично-Луганського району Луганської області. Зпроєктоване залуження та заліснення берегів.

## Притоки
- Ведмежий, Балка Довга, Суходол (праві).

## Населені пункти на річці
На річці розташовані села Верхньобогданівка, Велика Чернігівка, Червоний Жовтень.